# Möseke
Die Möseke ist ein 5 Kilometer langer, rechter beziehungsweise östlicher Zufluss der Südaue in Niedersachsen (Deutschland).
Die Möseke entsteht im Calenberger Land nordnordöstlich des Stemmer Bergs beziehungsweise südlich des Seelzer Stadtteils Lathwehren durch den Zusammenfluss der von Osten heran fließenden Kirchwehrener Landwehr und der von Südosten kommenden Haferriede, hydrografisch ihrem Oberlauf. Der Bach fließt in westlicher Richtung und durchquert die Feldmark zwischen den Barsinghäuser Stadtteilen Ostermunzel und Barrigsen, bevor er in Groß Munzel in die von Südosten kommende Südaue mündet.
Der Name ist ein niederdeutsches Diminutiv zu Moos.